# Olanchito
Olanchito est une municipalité du Honduras située dans le département de Yoro.

## Histoire
La conquête du Honduras a commencé avec l'arrivée de plusieurs expéditions envoyées par Hernán Cortés, afin d'étendre le domaine espagnol en Amérique centrale.
En 1525, Cortés fonde la ville de Trujillo, qui allait devenir le plus important port de l'Atlantique, première capitale du Honduras, et avant-poste de la colonisation d'un territoire hostile, la vallée d'Olancho, à l'intérieur du pays. Hernando de Saavedra, gouverneur du Honduras, eu un différend avec son homologue du Nicaragua Pedro Arias Dávila sur les riches gisements d'or et les rivières de Olancho.
Après plusieurs combats entre groupes rivaux des Espagnols pour le contrôle de la région, a été créée la ville de San Jorge de Olancho. En raison de l'abus de maltraitance, les indigènes de la région se révoltèrent et attaquèrent subitement la ville, la détruisant complètement. C'est durant cette attaque que fut tué le Capitaine Juan de Grijalva, un des conquérants de l'empire aztèque.
Les survivants furent alors dispersés, certains dans le village de Border Caceres en 1526, et d'autres furent déplacés dans la vallée de l'Aguán.
Avec la mort de Diego de Salcedo, gouverneur du Honduras en 1530, la province sombra dans l'anarchie. Le chroniqueur Domingo Juarros écrit : « Ne pas négliger non plus le gouverneur et capitaine général, l'importante question de l'extension de la colonisation et continuer la conquête des personnes qui n'ont pas encore été subjugué, envoyé Diego de Alvarado, son frère, le capitaine expert en matière de guerre pour jeter les bases d'une ville dans la province de Tezulutlán, selon Herrera, ou conformément Juarros du Honduras, qui dit établi le village de San Jorge Olanchito ».
Il s'ensuit que le village de San Jorge Olanchito a été fondée en 1530, situé sur la rive droite de la rivière Aguán. Ses premiers habitants étaient des survivants de San Jorge de Olancho.
Dix ans plus tard, en 1540, le gouverneur Francisco de Montejo, a été condamné à continuer la colonisation de Olancho et a envoyé son agent Alonzo Caceres, qui a établi un règlement avec le même nom : San Jorge de Olancho. Plus tard, Alonzo de Reinoso a fondé le village de Nueva Salamanca, qui a été dépeuplée rapidement en raison des rébellions indigènes continues.
Olancho, ville minière, produit d'énormes quantités d'or et d'argent expédiées dans les ports de Trujillo et de Puerto Cabello.
En 1611, la ville est complètement détruite. Plusieurs historiens honduriennes attribuent cette destruction à une éruption volcanique ou à un tremblement de terre, voir à des légendes divines, comme la biblique Sodome et Gomorrhe. Les survivants de cette catastrophe, ont émigré dans plusieurs directions comme leurs ancêtres l'avaient fait au siècle précédent. Une ville est alors fondée à Juticalpa et d'autres sont allés à San Jorge Olanchito et Truxillo.
Au fil des ans, certaines personnes se sont installées sur la rive gauche de la rivière Aguán, et sur la route qui mène au village indien de Agalteca, a été créé un site qu'ils ont appelé San Jorge de Olancho (La Nouvelle). Avec le transfert complet des habitants du village à son nouveau lieu, cela a pris son nom de San Jorge Olanchito, et l'ancien site est alors connu comme la vieille ville ou San Juan El Sevillano.
La date exacte de la fondation de la ville actuelle de Olanchito est inconnue, mais cela peut avoir eu lieu entre 1613-1620. Les colons ont été coloniser la haute vallée, et sur la route menant à Yoro, ont été créés des sites comme Santa Barbara en 1657, par le capitaine Pedro de Aliendo et Subiñas et Santa Cruz en 1682, par Don Jean de la Croix.